# Disocactus macdougallii
Disocactus macdougallii är en kaktusväxtart som först beskrevs av Alexander, och fick sitt nu gällande namn av Barthlott. Disocactus macdougallii ingår i släktet Disocactus och familjen kaktusväxter. Inga underarter finns listade i Catalogue of Life.